# 梁平区
梁平区（りょうへいく）は中華人民共和国重慶市に位置する市轄区。

## 歴史
西魏に梁山県が設置された。山東省に同名の梁山県が存在したことより1952年に梁平県と改称され、2016年11月に市轄区の梁平区に改編され現在に至る。

## 行政区画
下部に2街道、29鎮、2郷を管轄する。
- 街道:梁山街道、双桂街道
- 鎮:仁賢鎮、礼譲鎮、雲竜鎮、屏錦鎮、袁駅鎮、新盛鎮、福禄鎮、金帯鎮、聚奎鎮、明達鎮、蔭平鎮、和林鎮、回竜鎮、碧山鎮、虎城鎮、七星鎮、竜門鎮、文化鎮、合興鎮、石安鎮、柏家鎮、大観鎮、竹山鎮、蟠竜鎮、安勝鎮、復平鎮、紫照鎮、城北鎮、曲水鎮
- 郷:鉄門郷、竜勝郷

## 名所・旧跡・観光スポット
- 双桂堂（漢族地区仏教全国重点寺院）

## 交通

### 鉄道
- 渝万都市間鉄道（鄭渝高速鉄道（中国語版））
  - 梁平南駅
- 達万線（中国語版）
  - 梁平駅

### 道路
- 高速道路
  -  滬蓉高速道路
  -  張南高速道路（中国語版）
  -  開梁高速道路（中国語版）
- 国道
  - G243国道（中国語版）
  - G318国道

## 健康・医療・衛生
- 梁平区人民医院
- 梁平区中医院